# Tomy Tutor MK II
O Tomy Tutor MK II (ou Tomy Pyuuta MK II) foi um computador doméstico japonês que sucedeu ao Tomy Tutor. Ao contrário de seu antecessor, parece ter sido comercializado apenas no Japão.

## História
O Mark II corrigiu uma falha gritante do Tomy Tutor: o teclado passou a ser mecânico e a contar com letras minúsculas (a barra de espaço cor-de-rosa também foi eliminada). Todavia, por alguma falha de projeto, o BASIC residente também foi excluído da máquina e só podia ser carregado através do cartucho BASIC-1 produzido para o Tomy Tutor. A tentativa de carregar o BASIC através do menu de opções da máquina fatalmente acabava em reset.

## Características
| UCP           | TI TMS9995NL em 2,7 MHz                                                                                               |
| RAM           | 16 KiB—64 KiB (máxima)                                                                                                |
| VRAM          | 16 KiB |
| ROM           | 32 KiB |
| Teclado       | mecânico, 53 teclas                                                                                                   |
| Display       | TMS 9918ANL, texto (32x24, 16 cores) e gráfico (256x192, 16 cores); 4 sprites.                                        |
| Som           | TI TMS9919, 3 vozes, ruído branco                                                                                     |
| Portas        | interface de gravador cassete, saída para TV, slot para cartucho, conector para joystick e porta de expansão genérica |
| Armazenamento | fita magnética (600 bauds)                                                                                            |